# Cuisine croate
La cuisine croate est une cuisine hétérogène qu'il convient de diviser en plusieurs régions, chacune ayant ses traditions culinaires caractéristiques. La cuisine de l'intérieur de la Croatie est caractérisée par l'influence des cultures des nations voisines (Hongrie, Autriche), et utilise des épices telles que le poivre noir, le paprika ou l'ail, en partie par proximité avec la cuisine turco-ottomane. 
La région côtière, en revanche, a reçu l'influence méditerranéenne de l'Italie et utilise plutôt de l'huile d'olive et des épices telles que le romarin, la sauge, l'origan, le clou de girofle, le laurier ou la noix de muscade.
La cuisine croate varie selon les régions ayant chacune ses spécialités : la Slavonie, la Croatie centrale, la Lika et le Gorski Kotar, l'Istrie et la Dalmatie. La plupart des plats, bien que pouvant présenter des variantes régionales, sont cependant consommés partout dans le pays.

## Viandes

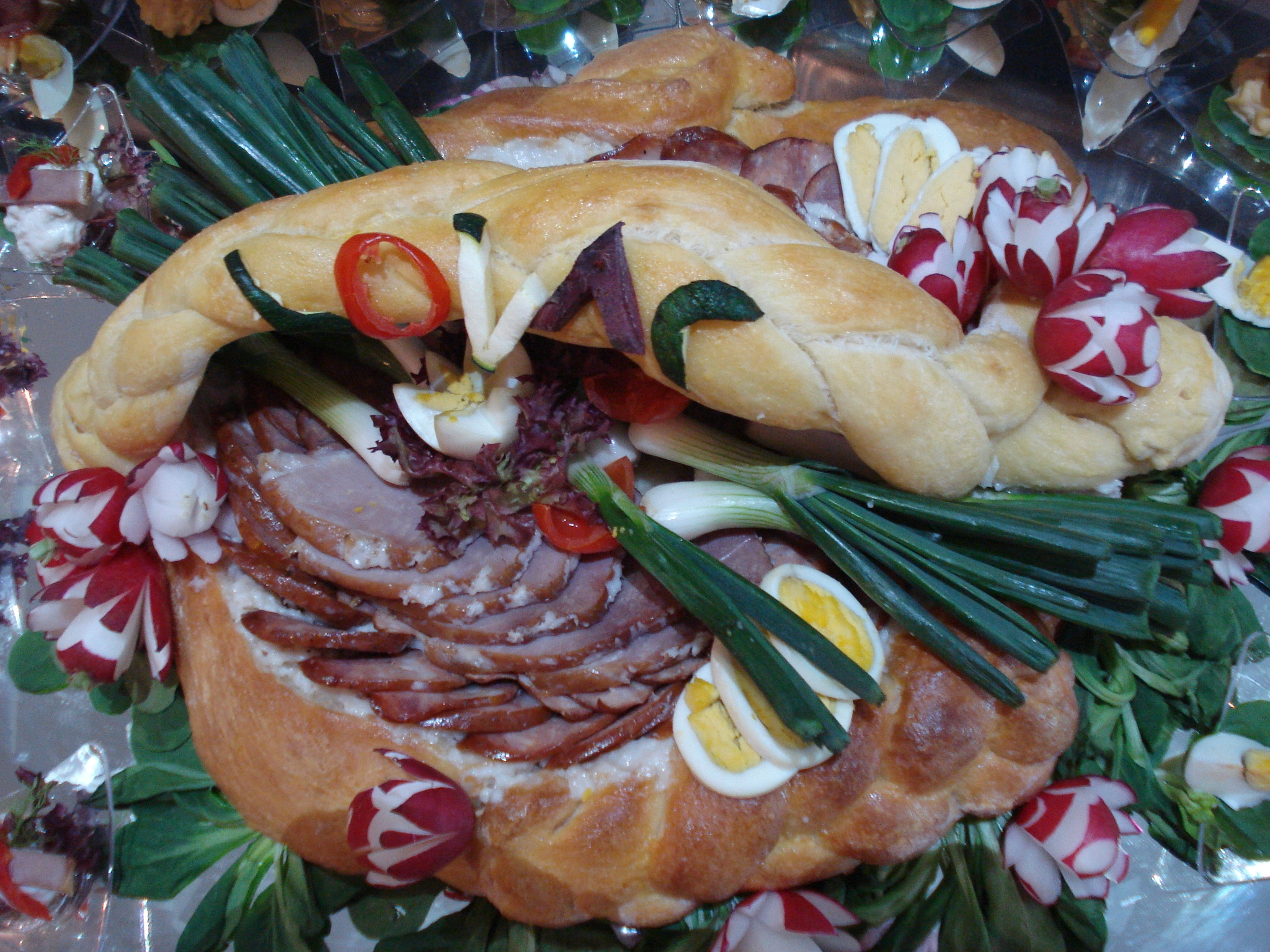
Plat de porc typique de Međimurje.

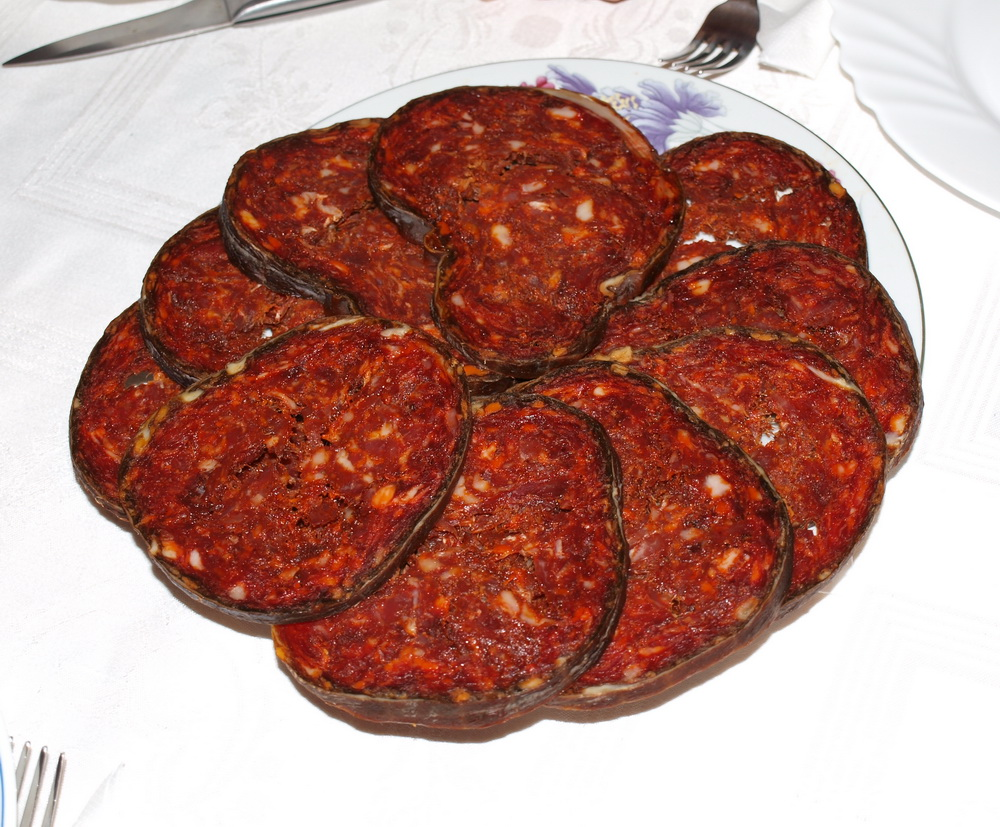
Kulen en tranches.

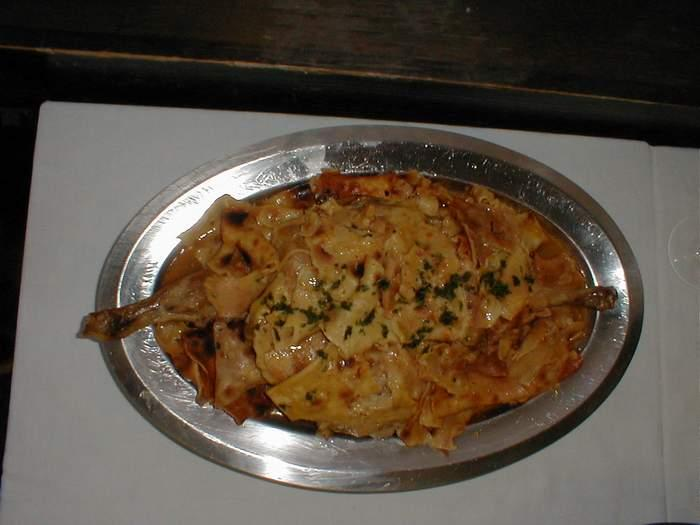
Du mlinci avec du poulet en sauce.

Les Croates consomment tous types de viande, ainsi que beaucoup de charcuterie. Les plats croates à base de viande incluent :
- Zagrebački odrezak, veau en chapelure fourré avec du fromage et du jambon et cuit sur le gril (Croatie continentale)
- Jambon cru de Dalmatie servi avec du fromage et des olives
- Bœuf pržolica frit et cuit à l'étouffée avec du bacon et des épices, puis rôti avec des légumes au four (originaire de Međimurje)
- Filet de porc avec des prunes sèches dans de la crème (originaire de Zargorje)
- Čevapčići, un plat originaire de Bosnie-Herzégovine mais adopté par les Croates. Il consiste en petites saucisses de viande de bœuf émincée (il est possible d'ajouter de la viande de porc) servie avec du pain, du kajmak et de l'oignon
- Dans la région montagneuse, on mange beaucoup de gibier
- Kulen, saucisse piquante à base de porc et de paprika (Slavonie)
- Pašticada, préparé avec de la viande de bœuf, du lard, des tomates, de l'ail, du céleri et des panais. Ce plat, originaire de Dalmatie, est généralement cuisiné à Noël ou lors de grandes occasions telles qu'un mariage
- Dinde servie avec du mlinci, sortes de nouilles cuites au four
- Faisan rôti
- Buncek, jarret de porc fumé
- Meso z tiblice, jambon de porc originaire de Međimurje
- Janjetina, agneau rôti et assaisonné avec des herbes méditerranéennes
- Šnicle, veau pané
- Ćevapi, rouleau de viande hachée et grillée, servi dans un pain
- Češnovka, saucisse piquante aromatisée à l'ail, originaire de Turopolje
- Odojak, cochon de lait rôti
- Canards et oies sauvages en sauce (à Turopolje et à Posavina)
- Sarma, sorte de choucroute au porc et au riz (originaire de Croatie continentale)
- Arambašići, plat ressemblant à la sarma mais à base de bœuf et ne comportant pas de riz
- Kotlovina, jarret de porc servi avec d'autres viandes telles que le poulet ou des saucisses, accompagné de légumes en marmite
- Oie de Turopolje servie avec de la semoule de blé
- Oie de Međimurje fourrée au sarrasin
- Dinde purgerica fourrée avec des pommes, des citrons, du bacon et des châtaignes, plat typique de Noël
- Krvavice, sorte de saucisse
- Skradinski rizot, risotto à base de veau
- Salami croate
- Loir grillé, spécialité des îles de Hvar et de Brač[2]

## Poisson et fruits de mer

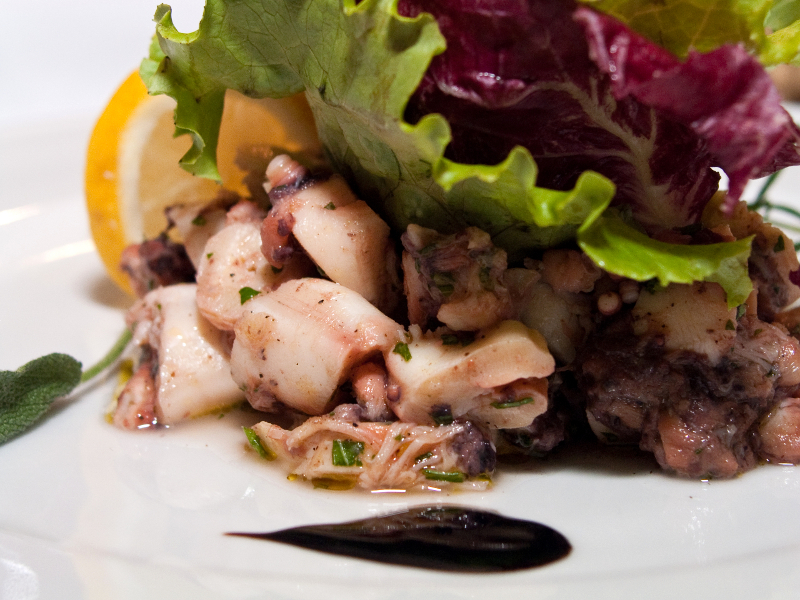
Poulpe en salade assaisonné.

Le poisson et les fruits de mer sont très consommés en Croatie, surtout en Dalmatie. Les plats à base de poisson et de fruits de mer incluent :
- Salata od hobotnice, salade de poulpe pouvant être préparée avec du vin rouge
- Homard de Dalmatie
- Calmars grillés ou frits servis avec de la polenta
- Moules
- Araignées de mer en salade
- Sardines grillées
- Morue salée, très populaire à Noël. Elle peut être préparée avec de l'huile d'olive et de l'ail comme en Dalmatie ou en Istrie (bakalar na bijelo) ou bien en ragoût de tomate avec des pommes de terre (bakalar na crveno)
- Buzara, crustacés sautés dans de l'huile d'olive, de l'ail, du persil et du vin blanc
- Crni rižot, risotto noir à base d'encre de seiche et de calmar (Dalmatie)
- Viška pogača, focaccia de sardines grillées (île de Vis)

## Pâtes
- Krpice sa zeljem, pâtes avec du chou mijoté
- Gnocchi
- Macaroni
- Šporki makaruli, plat de pâtes avec de la sauce de viande aromatisée à la cannelle (originaire de Dubrovnik)
- Fuži, plat de pâtes traditionnel d'Istrie. Le fuži peut comporter différentes sauces (gibier, truffes, asperges, jambon cru...) et être assaisonné de nombreuses manières[1].

## Ragoûts
Il existe de nombreuses recettes de ragoûts à base de viande, de poisson, de fruits de mer ou tout simplement de légumes.
On trouve entre autres :

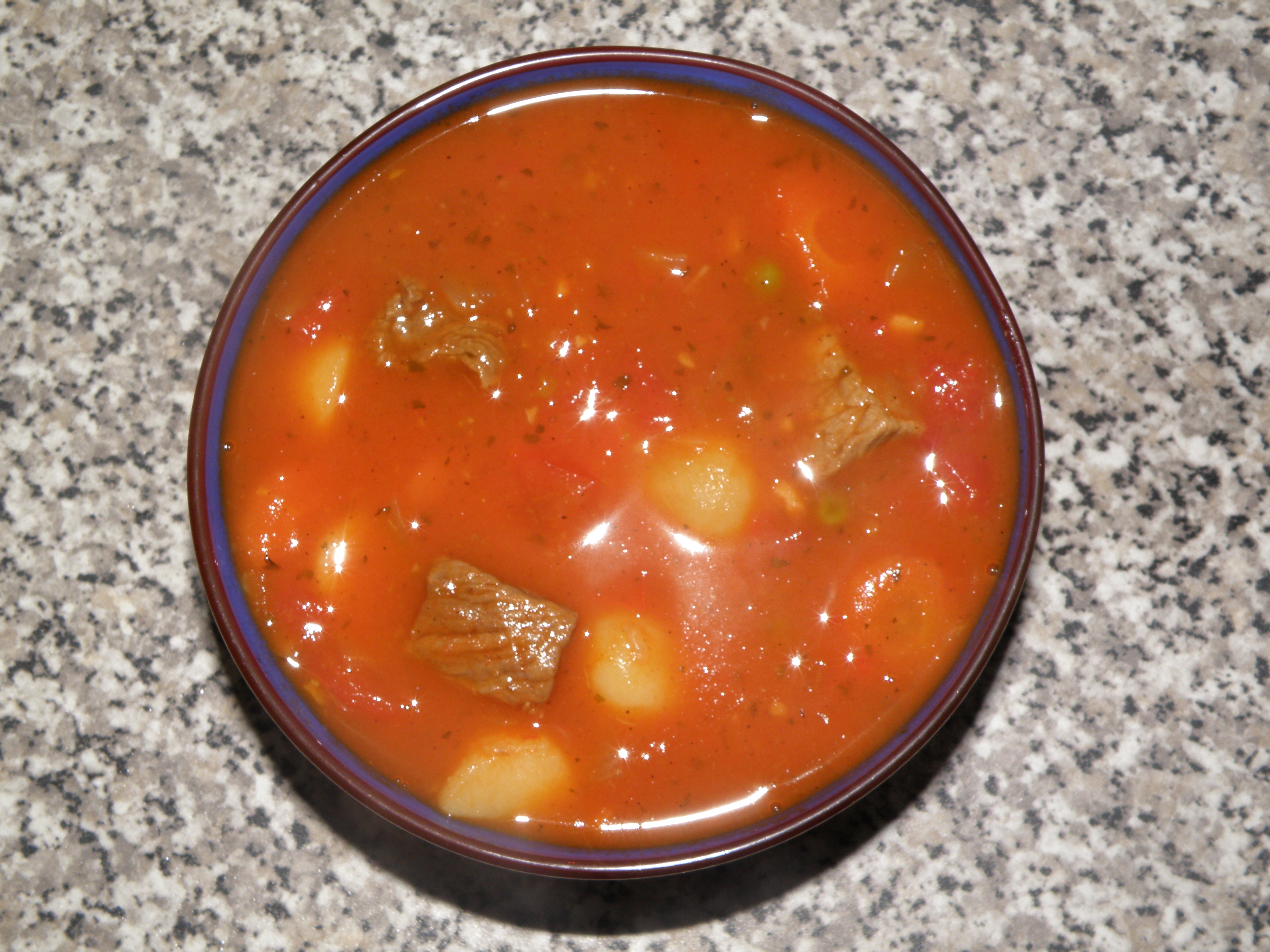
Goulash croate

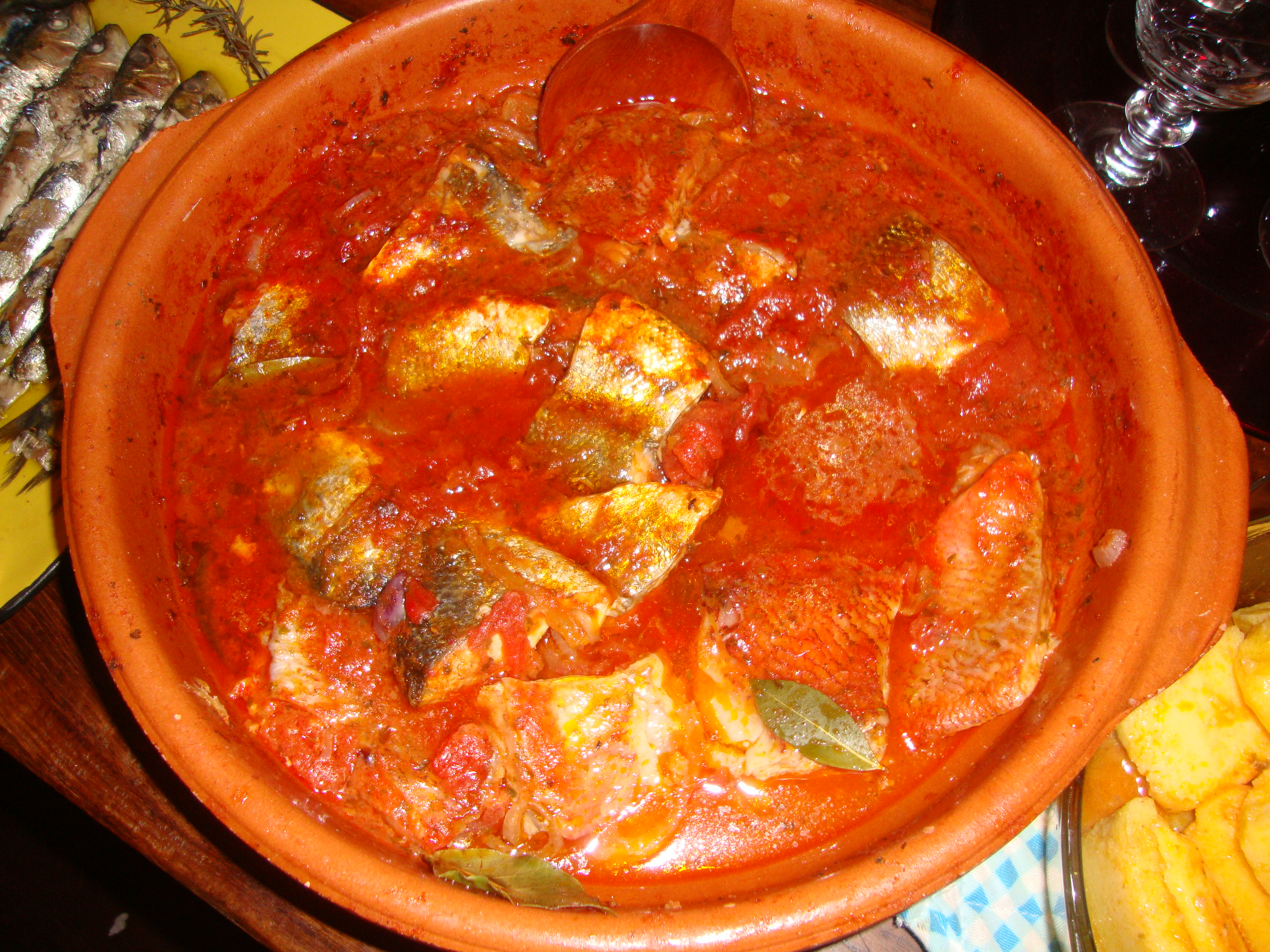
Brudet croate

- Varivo od mahuna, ragoût de haricots verts
- Ragoût de poulet
- Ragoût de lapin
- Goulash
- Gregada, ragoût de poisson au vin blanc, au persil, à l'oignon, à l'ail et aux câpres
- Pašta fažol, ragoût de haricots avec de petites pâtes
- Zelena menestra, ragoût traditionnel de Dubrovnik à base de viande et de chou
- Slavonska riblja čorba, ragoût de poisson de Slavonie
- Grah, ragoût de haricots avec de la choucroute (grah i zelje) ou des navets (grah s kiselom repom)
- Ragoût de tripes
- Brudet, un ragoût de poissons et de crustacés (Dalmatie)
- Čobanac, ragoût de viande de bœuf ou de cheval et de patates, d'oignons, de paprika et de champignons (originaire de Croatie continentale)
- Paprikaš de viande, ragoût de viande comportant des patates, du paprika et du bacon ou des saucisses piquantes. Certaines variantes ajoutent également des prunes et des figues sèches (Croatie continentale)
- Paprikaš de poisson, ragoût à base de carpe ou de poisson-chat (Slavonie)[3]
- Paprikaš de gibier (cerf, sanglier)
- Maneštra, un ragoût de légumes à base de maïs
- Ragoût de sanglier ou de cerf avec des gnocchis ou des pâtes (région montagneuse)

## Soupes

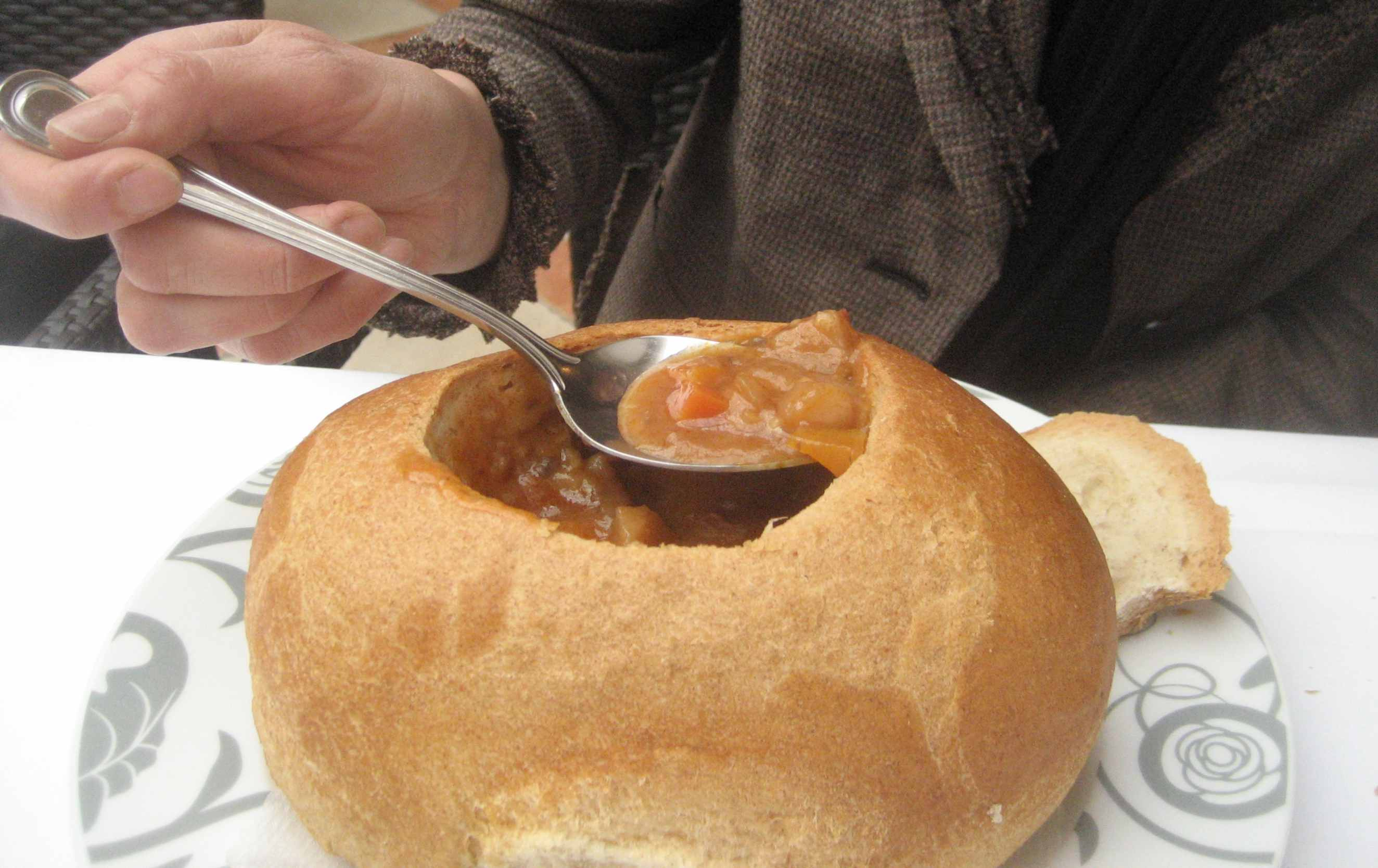
Zagorska juha

La soupe est partie intégrante du repas des Croates. Les soupes les plus populaires sont à base de bouillon auquel on ajoute des pâtes, de la polenta ou de la semoule de céréales. On trouve entre autres :
- Soupe de veau
- Soupe de poulet
- Bouillon de bœuf avec des vermicelles
- Soupe de champignons, en particulier de cèpes
- Zagorska juha, soupe de bacon, carottes et champignons qui se mange dans une miche de pain
- Soupe de poisson à l'huile d'olive, au céleri et au persil servie avec du riz (Dalmatie)
- Soupe de poisson avec des carottes et du riz (très populaire en Dalmatie)
- Soupe de poulet avec des légumes, servie avec des nouilles et assaisonnées au poivre et au persil (Croatie continentale)
- Soupe de patate ou de chou avec du paprika et de l'ail (Croatie continentale)

## Accompagnements

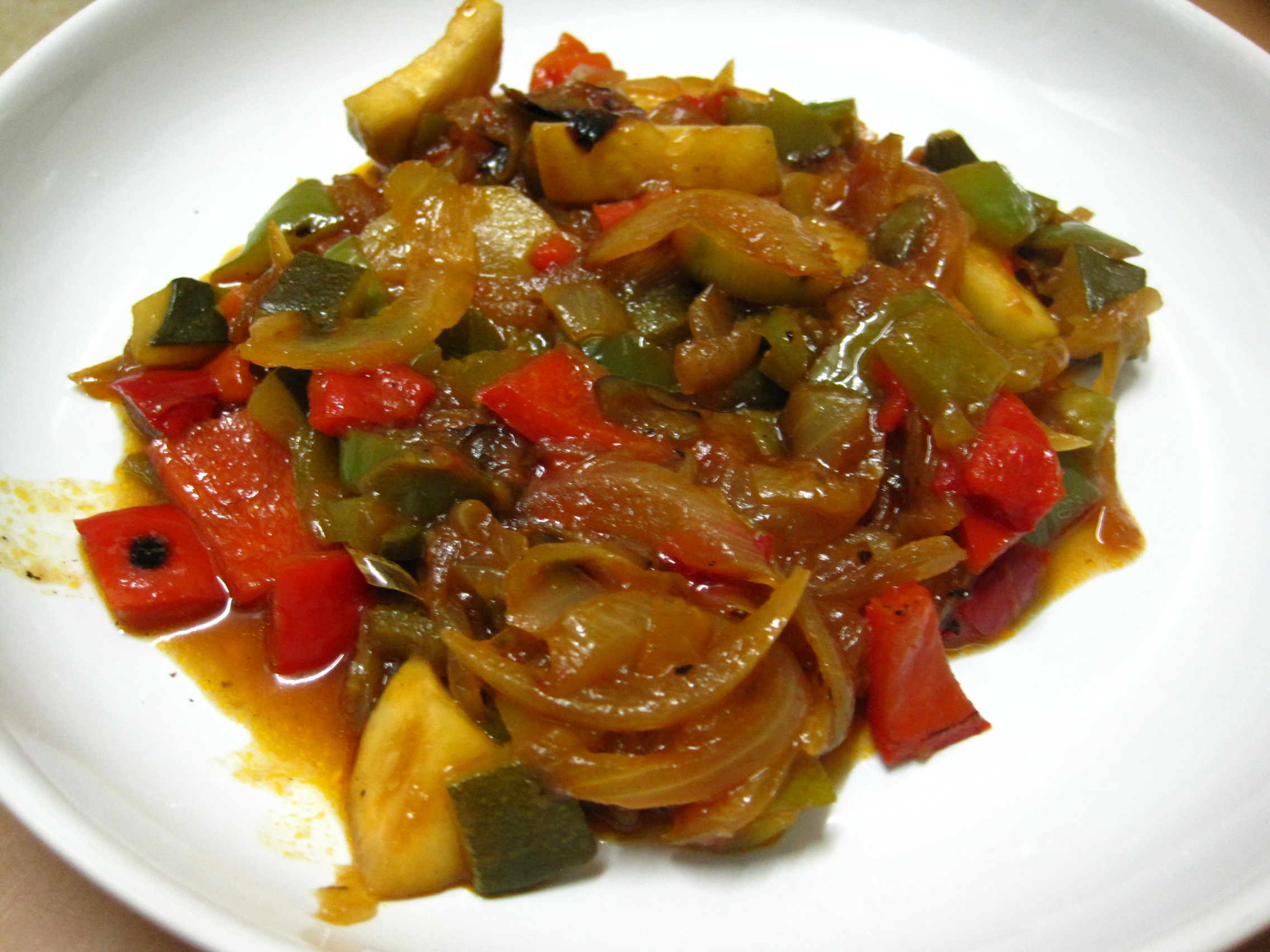
Plat de sataraš

- Sataraš, légumes d'été mijotés coupés en rondelles
- Djuwetsch, plat de légumes au four ressemblant à la ratatouille
- Restani krumpir, pommes de terre cuites avec des oignons
- Blitva s krumpirom, blettes et patates cuites avec de l'huile d'olive et de l'ail
- Povrće na lešo, légumes bouillis et assaisonnés à l'huile d'olive. On utilise généralement des blettes, du chou, des haricots verts, des pommes de terre, du chou kale, des carottes, des courgettes, du chou fleur et d'autres légumes. On peut accompagner le povrće na lešo d’œufs durs comme alternative à la viande ou au poisson.
- Salade de chou, tomates, oignons avec du vinaigre, de l'huile, du paprika et du sel
- Salade de haricots rouges et pommes de terre avec de l'huile de graines de citrouille.

## Autres

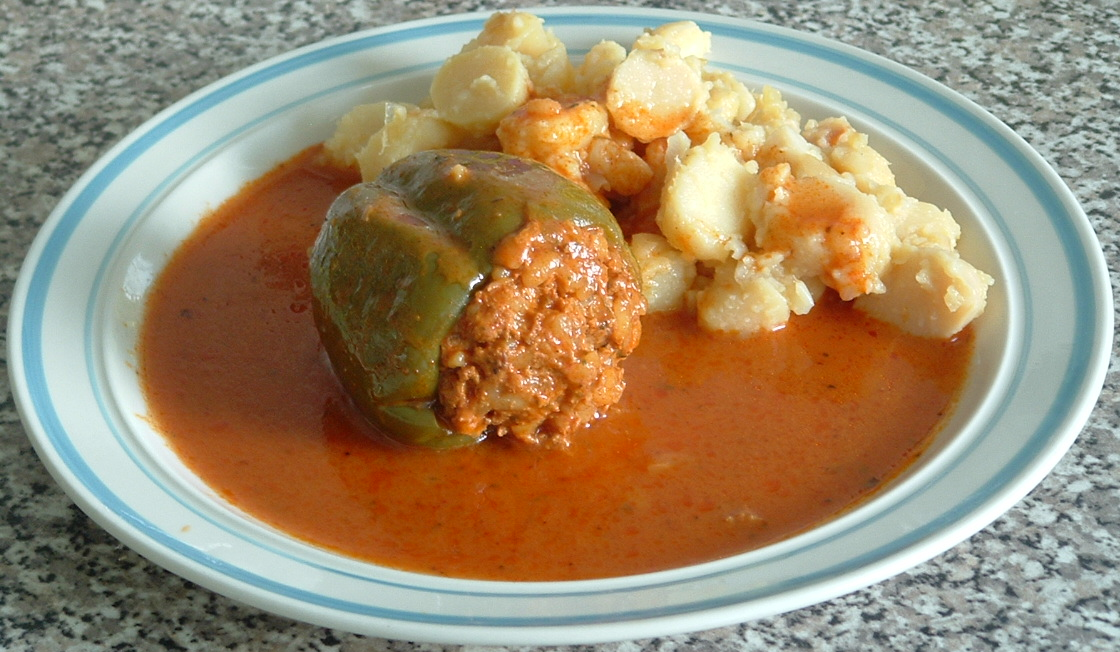
Plat de punjena paprika avec des pommes de terre.

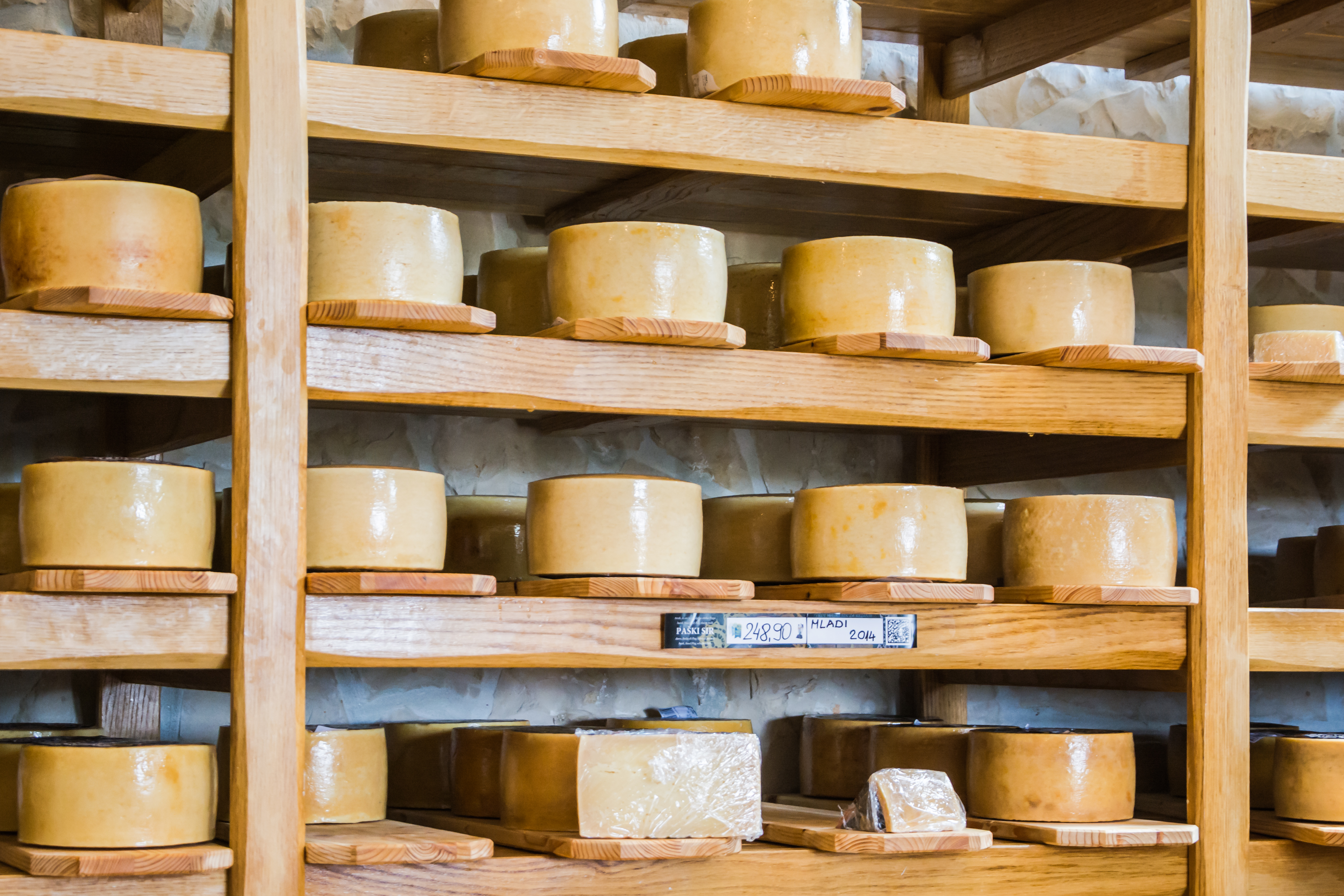
Fromage de brebis de l'île de Pag.

- Soparnik, tarte de blettes au persil et à l'ail originaire de Dalmatie
- Entrées froides de viande en gelée (Croatie continentale)
- Punjena paprika, poivrons fourrés de viande hachée au paprika
- Truffes sauvages noires ou blanches d'Istrie, utilisées dans la confection de risottos ou de plats de pâtes
- Lepinje, un type de pain
- Paški baškotin, biscotte aromatisée originaire de l'île de Pag
- Patates rouges caractéristiques de la région de Lika
- Artichauts servis avec des pois et des fèves
- Gorski kotar, morceaux de jambon servis avec des œufs et du pain
- Palenta, plat de Dalmatie à base de semoule de maïs bouillie, également appelé žganci
- Škripavac, type de fromage originaire d'Istrie
- Paški sir, fromage au lait de brebis originaire de l'île de Pag

## Pâtisseries et desserts
- Börek

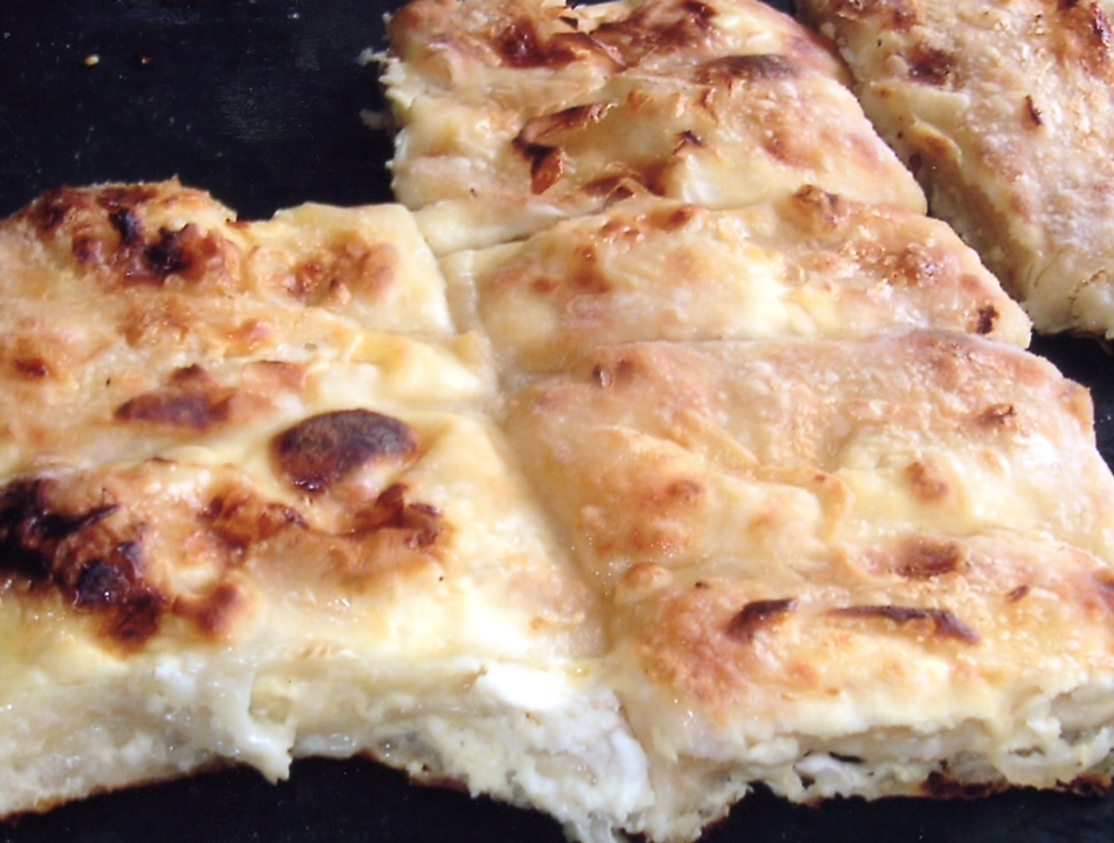
Pečeni štrukli

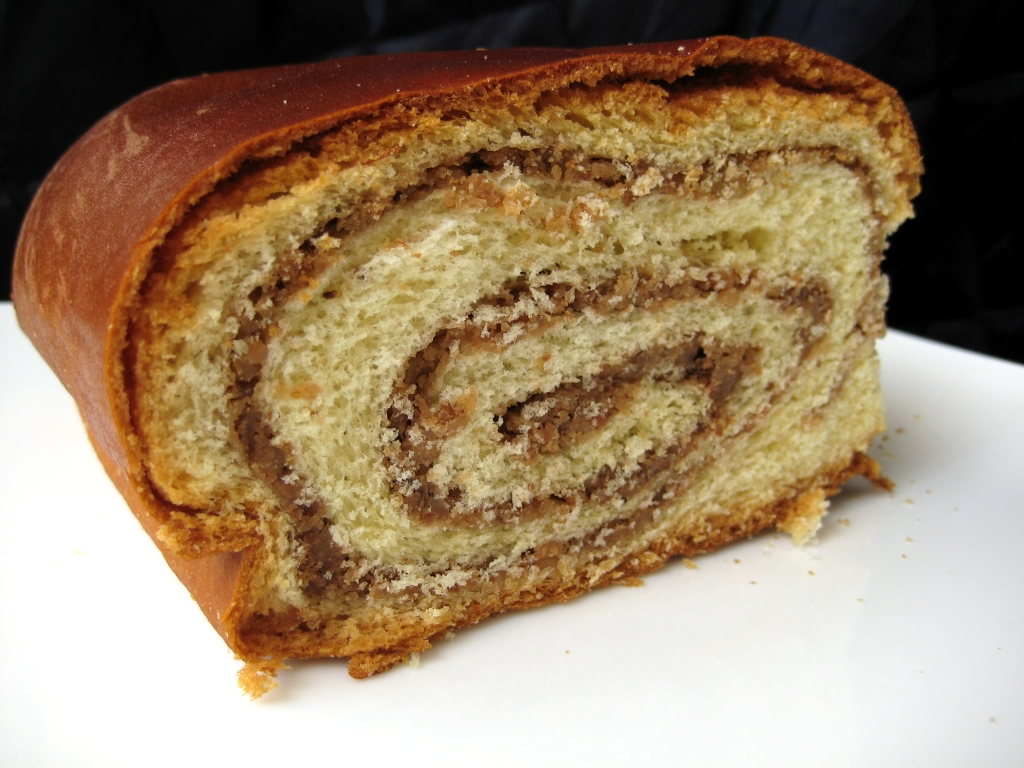
Orahnjača aux noix

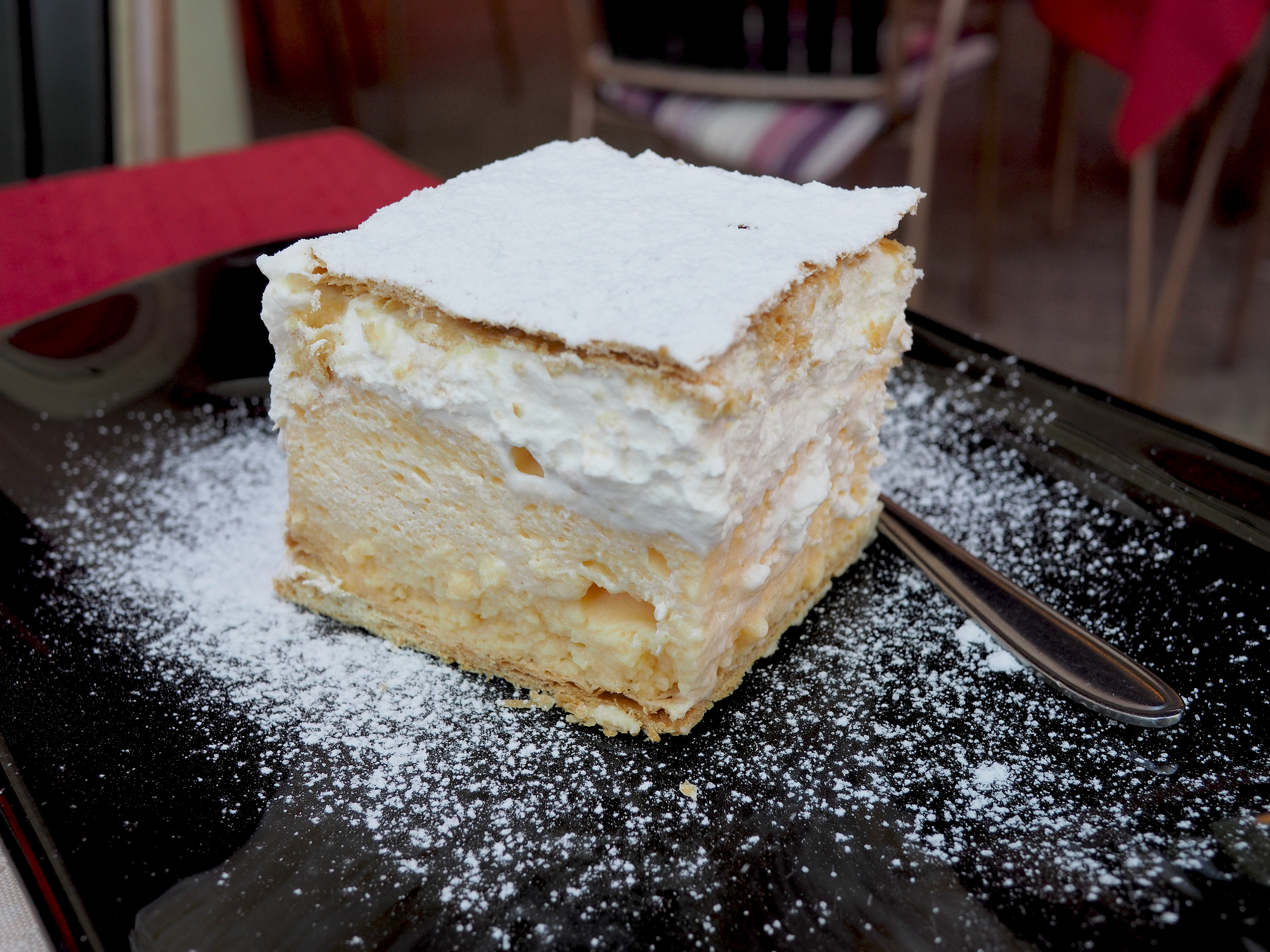
Kremšnita

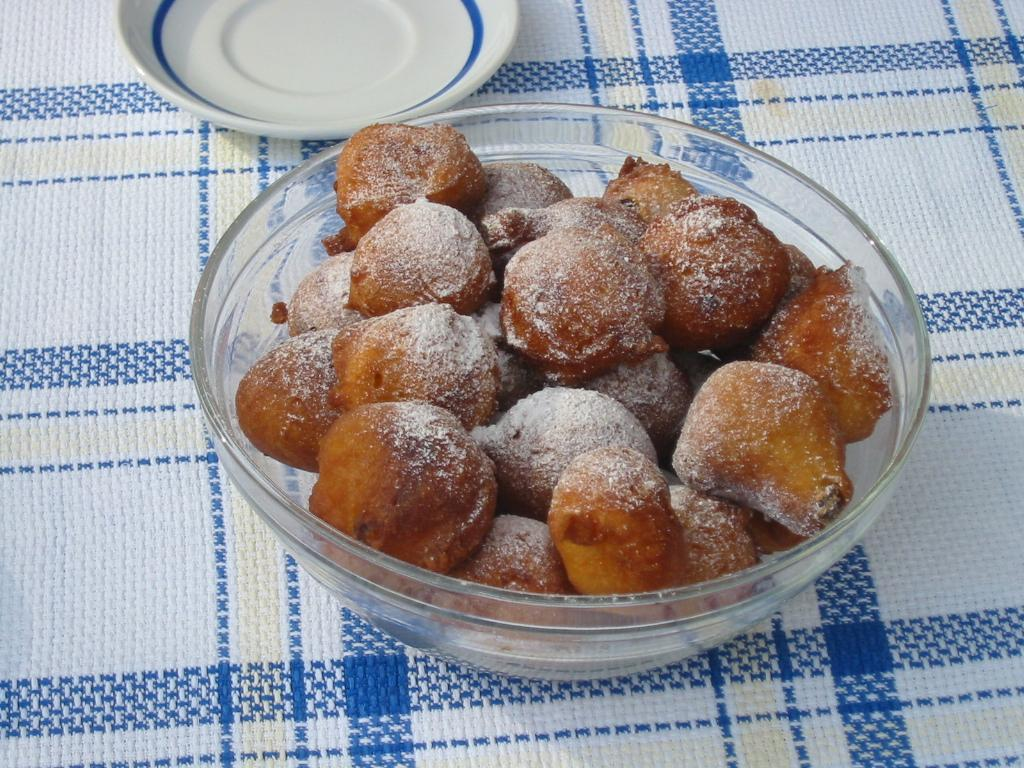
Fritule de Dalmatie

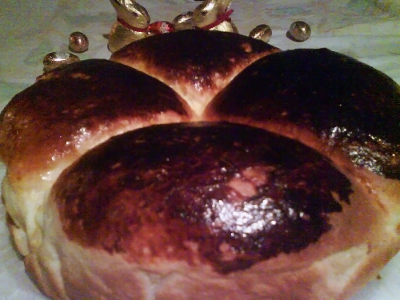
Pinca

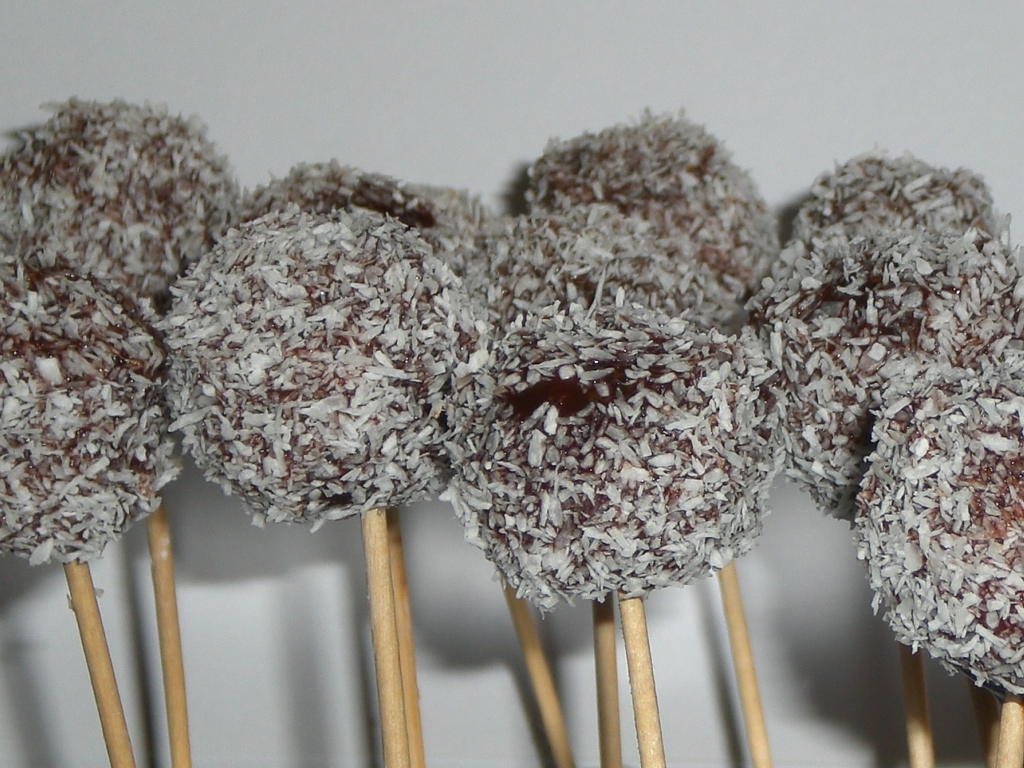
Čupavci

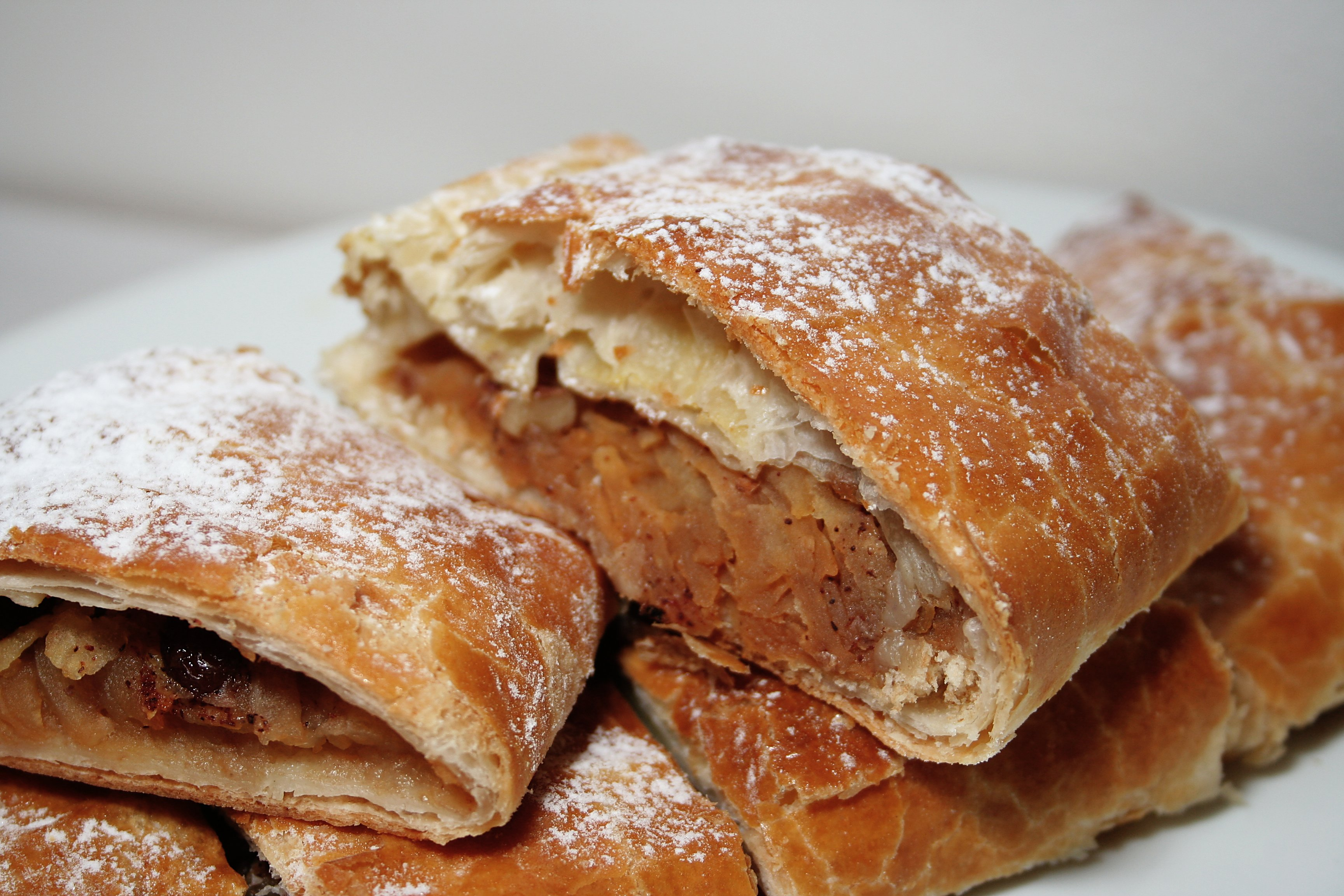
Strudel

- Bučnica, tarte au fromage blanc et à la courge
- Zlevanka, pâtisserie à base de semoule de maïs fourrée à la cerise, à la confiture de prunes, à la noix ou à l'ortie
- Zagorski štrukli (hr), pâtisserie sucrée à base de crème, d’œufs et de fromage blanc originaire du Nord de la Croatie
- Palačinka, crêpe sucrée
- Baklava
- Klipiči, petites pâtisseries en forme de demi-lune pouvant être couvertes de sésame et de pavot
- Kroštula, pâtisserie frite
- Kremšnita (hr), dessert à base de chantilly et de crème anglaise
- Uštipci, sorte de boule de pâte frite
- Fritule, pâtisserie typique de Noël
- Knedle, boules de pommes de terre fourrées aux prunes pouvant être mangées en dessert ou en accompagnement
- Strudel croate
- Orahnjača et makovnjača, pains sucrés à la noix ou au pavot
- Krofne et pokladnice, types de donuts
- Šnenokli ou paradižot, meringue en crème anglaise ressemblant à une île flottante
- Raviolis fourrés aux amandes
- Confitures et compotes artisanales
- Bajadera, chocolat au lait et au nougat fourré avec des amandes, des noix ou des noisettes
- Čupavci, lamingtons croates
- Zlijevka, dessert de Croatie continentale à base de farine de maïs, d’œufs et de fromage
- Balzamača, également à base de farine de maïs, d’œufs et de fromage
- Arancini croates[4]

## Gâteaux
- Rožata, flan au caramel
- Guglhupf, sorte de kouglof croate

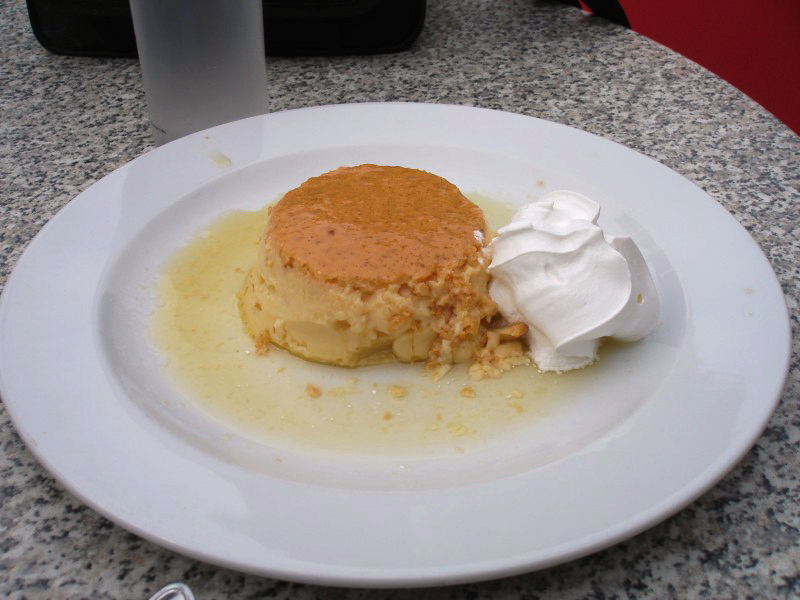
Flan rožata avec de la crème chantilly

- Međimurska gibanica, gâteau originaire de Međimurje comportant des pommes, du pavot, des noix et du fromage blanc
- Rapska torta, gâteau traditionnel croate à l'amande et au marasquin
- Makarana torta
- Imotska torta
- Gâteau de figues et de noix (Istrie)
- Gâteau de fromage à pâte molle avec des cerises et des châtaignes (Istrie)
- Gâteau de fromage à pâte molle avec des biscuits et de l'huile d'olive (Istrie)
- Paprenjaci, gâteau à la cannelle, au poivre noir, au beurre, à la châtaigne, au clou de girofle et à la noix de muscade (Istrie)

## Boissons

### Vins
- Pour plus de détails, voir : Viticulture en Croatie

Deux régions viticoles existent en Croatie : la région continentale (Kontinetalna) et la région côtière (Primorska), qui inclut les îles. Chaque région est divisée en sous-régions, elles-mêmes divisées en différents terroirs. Il est courant en Croatie de mélanger son vin avec de l'eau.

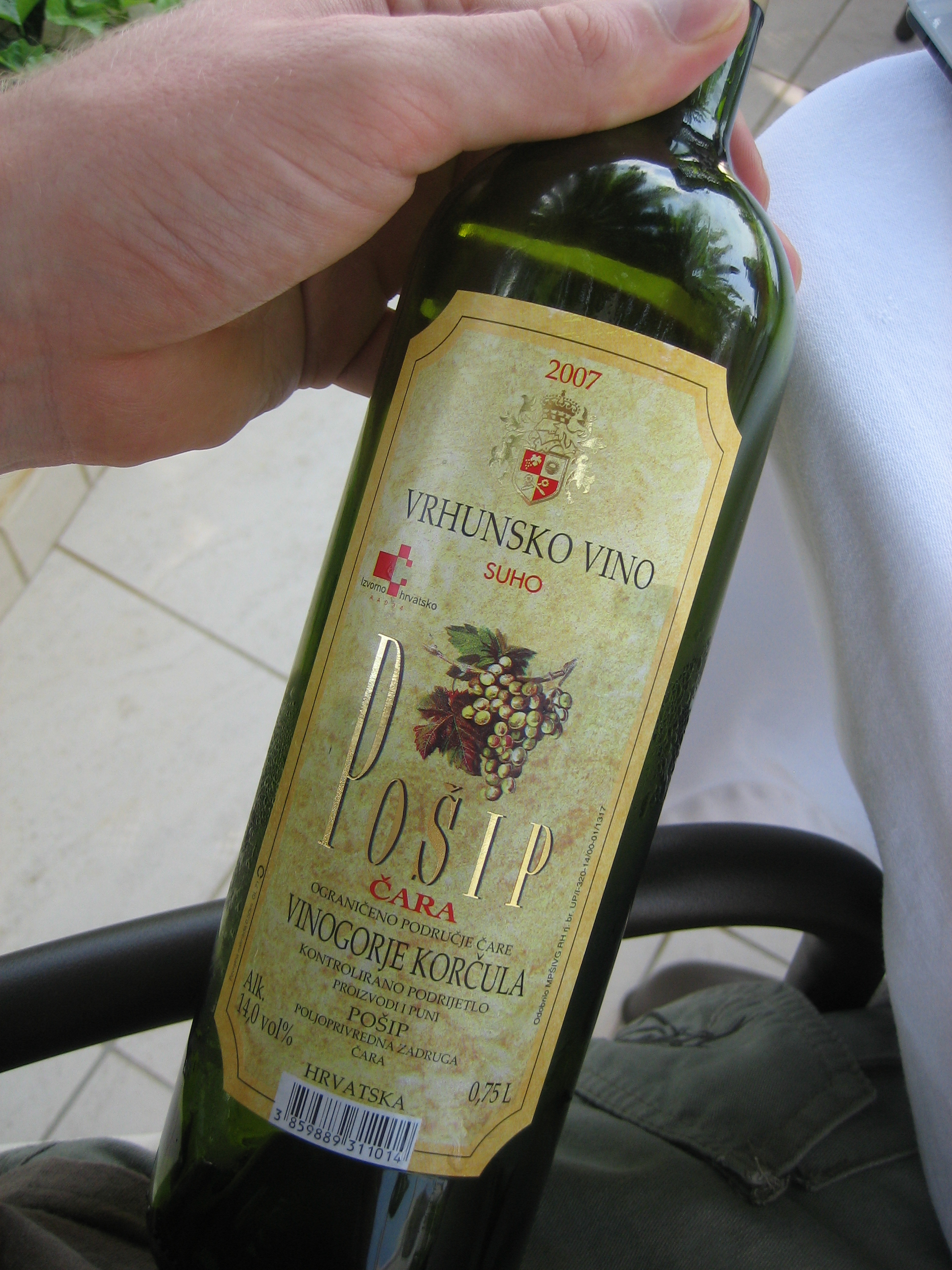
Une bouteille de Posip.

#### Vins rouges
- Plavac mali
- Postup

#### Vins blancs
- Rajnski Rizling
- Žlahtina
- Grk
- Posip
- Malvazija
- Graševina

#### Vins de dessert
- Muškat Ottonel
- Prošek

### Bière

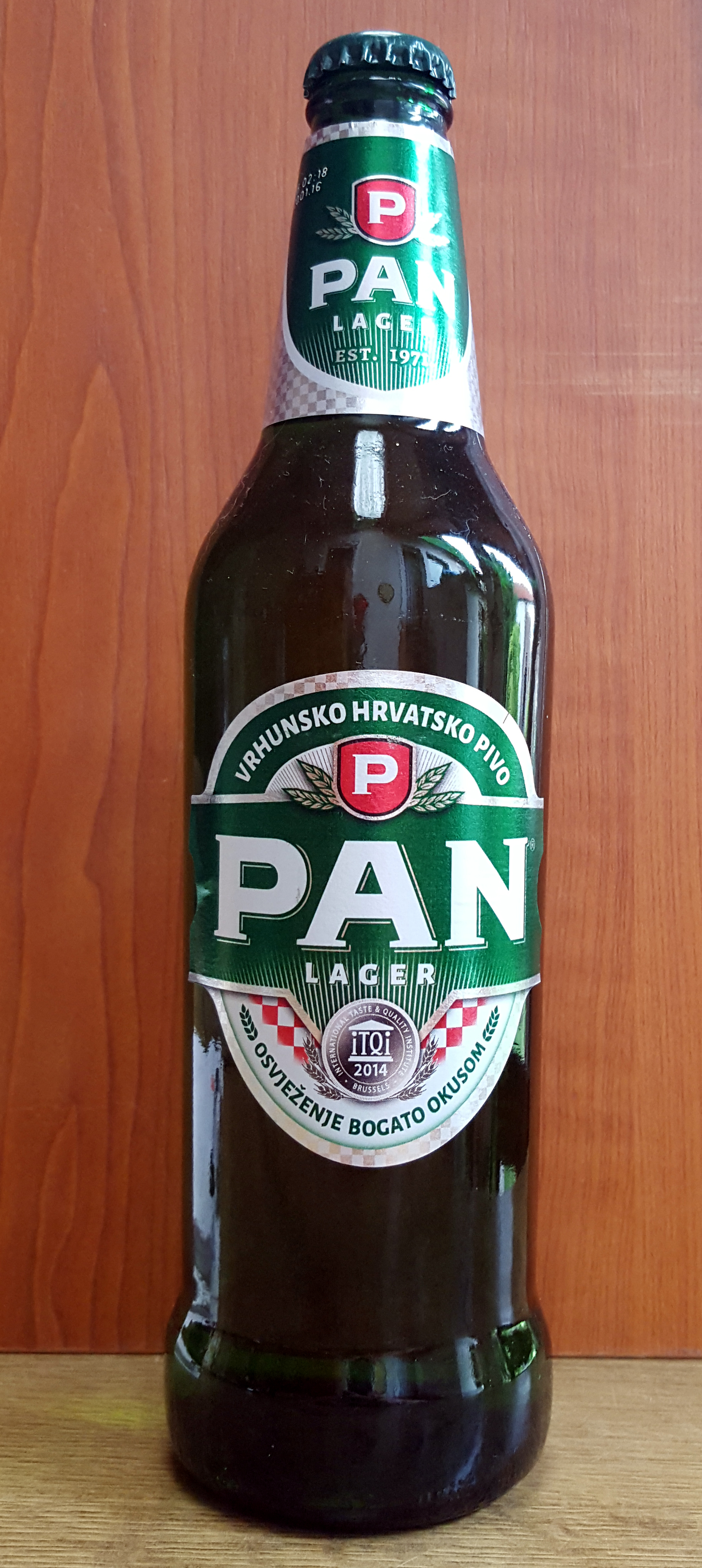
Bouteille de Pan.

Les Croates consomment beaucoup de bière qu'ils importent (Heineken, Tuborg, Stella Artois, etc.) mais également quelques marques locales, parmi lesquelles :
- Karlovačko, brassée à Karlovac
- Ožujsko, brassée à Zagreb
- Pan
- Favorit, brassée, à Buzet (Istrie)
- Osječko
- Staro Češko, bière tchèque brassée en Croatie
- Riječko pivo
- Lasko, produite en Slovénie
- Tomislav, bière brune de Zagreb
- Velebitsko pivo

## Liqueurs et spiritueux
- Marasquin
- Lozovača
- Brandy de raisin (Lozovača), de prune (Šljivovica), de poire (Kruškovac), de cerises (Drenovac)[6]
- Pelinkovac, quelque peu semblable au Jägermeister
- Orahovac, liqueur de noix
- Medovina au goût de miel
- Gvirc

## Eau minérale
- Jamnica
- Jana (eau aromatisée appartenant à Jamnica)
- Lipički studenac